# Zeilbergs volkslied
Het Zeilbergs volkslied is een volkslied dat Jan van Ooij aan het begin van de jaren zestig schreef voor zijn geboorteplaats Zeilberg, een buurtschap in de gemeente Deurne in het oosten van Noord-Brabant.
Er werden tal van varianten van gezongen waarvan er enkele op een plaat verschenen, zoals in 1984 op een single van de Sound Selection als Wiekens volkslied en in 1985 van De Dekkerband als Volendams volkslied. Ook verscheen er ook nog het Tongers volkslied op een cd in eigen beheer.
Voor enkele versies waren de auteursrechten niet vooraf met Van Ooij geregeld. Een ervan was de versie van het Volendamse volkslied. Van Ooij kwam hierachter toen hij op een avond naar het televisieprogramma Op Volle Toeren keek waar De Dekkerband deze, vrijwel gelijke versie van zijn lied zonder zijn toestemming opvoerde.
In 2014 werd een monument voor Van Ooij in Zeilberg onthuld, waarin een regel uit het Zeilbergs volkslied is ingekerfd. De Volendamse versie bereikte in 2013 nog nummer 2 van de Volendammer Top 1000.

## Zeilbergs volkslied
Het Zeilbergs volkslied verscheen ook op vinyl, zoals in 1981 op het verzamelalbum van Moek met volksmuziek uit de Brabantse Peel; Moek was de band van Jan van Ooij. The Citylights brachten het Zeilbergs volkslied in 1988 in een discoversie uit op een single.

## Wiekens volkslied
Het Wiekens volkslied is een bewerkte versie van het Zeilbergse volkslied in het Achterhoekse dialect dat de band Sound Selection in 1984 op een single uitbracht.
Op de B-kant van het Wiekens volkslied staat het Nederlandstalige lied Mississippi; dit is geen cover van Mississippi van The Cats of Mississippi van Pussycat.
Het Wiekens volkslied verscheen niet op een elpee van Sound Selection zelf, maar keerde wel terug op enkele verzamelalbums met andere artiesten, zoals Liedjes die je nooit vergeet (1991) en 18 Gouden Piratenhits - deel 5 (rond 2002).
De single werd geproduceerd in de muziekstudio van Arnold Mühren in Volendam. Mühren belde hiervoor naar Cor Veerman, om hem bij te staan bij de opnames van een single van vijf mannen uit 'Drenthe'; Wieken ligt niettemin rond 140 kilometer zuidelijker, in de Achterhoek. De single werd vervolgens geproduceerd door Veerman en de techniek werd verzorgd door Mühren.

## Volendams volkslied
Onder de naam Volendams volkslied kende het Zeilbergs volkslied in 1985 een volgend leven op vinyl, nadat Cor Veerman de tekst naar het Volendams had omgezet en een groot deel had aangepast door kenmerken toe te voegen van de plaats Volendam. Dit lied is dan ook niet het officiële Volendammer volkslied.
Veerman had zijn versie bestemd voor De Dekkerband, waarin hij actief was als toetsenist. Deze diende als B-kant van een muziekcassette, waarbij de A-kant was gereserveerd voor het lied Lilly van Putten. De muziekcassette verkocht lokaal zo goed, dat er na de verkoop van tweeduizend exemplaren ook een single op vinyl werd uitgebracht. Verder wordt deze single gezien als de eerste kermisplaat van Volendam, iets dat in de jaren erna is uitgegroeid tot een lokale traditie.
Voor enkele versies waren de auteursrechten niet met Van Ooij geregeld. Een ervan was de versie van het Volendamse volkslied. Van Ooij kwam hierachter toen hij op een avond naar het televisieprogramma Op Volle Toeren keek waar De Dekkerband een vrijwel gelijke versie van zijn lied opvoerde, waarvoor hem geen toestemming was verleend.
Meer dan vijfentwintig jaar later, in 2013, werd het lied door luisteraars van 17 Noord-Hollandse radio- en tv-stations gekozen op nummer 2 van de Volendammer Top 1000, één plaats achter de nummer 1 Mooi Volendam van Canyon.